# Gliese 849
Désignations
Gliese 849 est une étoile naine rouge de la constellation du Verseau. Elle est distante de ∼ 28,7 a.l. (∼ 8,8 pc) de la Terre.

## Système planétaire
En août 2006, une exoplanète (Gliese 849 b) a été découverte.
| Planète | Masse     | Demi-grand axe (ua) | Période orbitale (jours) | Excentricité | Inclinaison | Rayon |
| ------- | --------- | ------------------- | ------------------------ | ------------ | ----------- | ----- |
| b       | > 0,82 MJ | 5,118 2             | 1 890 ± 130              | 0,06 ± 0,09  |             |       |
| c       | 0,77 MJ   | 2,35                | 7 049,0                  | 0,218        |             |       |